# Paula Woyzechowsky
Paula Woyzechowsky (Caracas, 12 de mayo de 1980) es una actriz y modelo venezolana, conocida por sus interpretaciones en populares telenovelas, así como en teatro y cine. Es hija de la también actriz y músico compositora, Laura Brey.

## Trayectoria
Inició su carrera como actriz desde el año 1992 debutando como una de las protagonistas de la serie infantil La pandilla de los siete, transmitida por RCTV. Para el año 2001 trabajó en otra serie esta vez de Televen llamada Planeta De 6.
Desde el año 2006 trabaja en Venevisión, donde ha participado en diversas producciones dramáticas, destacándose con personajes antagónicos, estelares y protágonicos.
Ha realizado una importante cantidad de trabajos tanto en televisión como en teatro, así como varias películas de cine en los últimos años. Se destaca por ser una figura pública muy reservada.
Para el año 2015 formará parte del elenco de la película venezolana Redención la cual se tiene previsto sea estrenada a finales de año.
También ha sido imagen publicitaria, tanto en comerciales como en medios impresos, de un gran número de marcas: Toyota, McDonald's, Coca-Cola, Polar, Regional, Sony Entertainment Television, El Nacional, El Universal, Gerber, entre otras.

## Filmografía
| Año       | Título                                 | Personajes                          | Rol                | Notas      |
| --------- | -------------------------------------- | ----------------------------------- | ------------------ | ---------- |
| 2015      | Redención                              | Margaret                            | Actuación especial | Película   |
| 2015      | Escándalos                             | Carla Bustamante                    |                    | Serie      |
| 2014      | Corazón Esmeralda                      | Elia Magdalena Salvatierra Palacios | Estelar            | Telenovela |
| 2013      | Bolívar, el hombre de las dificultades | Madame Julienne                     |                    | Película   |
| 2014      | Los secretos de Lucía                  | Alba Paltanatti                     | Actuación especial | Telenovela |
| 2012      | Mi ex me tiene ganas                   | Verónica Alvarado                   | Actuación especial | Telenovela |
| 2011-2012 | El árbol de Gabriel                    | Gloria Falcón                       | Estelar            | Telenovela |
| 2010      | Harina de otro costal                  | Pristina Gómez                      | Estelar            | Telenovela |
| 2008-2009 | La vida entera                         | Perla Villanueva                    | Estelar            | Telenovela |
| 2007-2008 | Arroz con leche                        | Yúrika Mercedes Pinzón              | Estelar            | Telenovela |
| 2006-2007 | Ciudad Bendita                         | Rosita                              | Antagonista        | Telenovela |
| 2001      | Planeta de 6                           |                                     |                    | Serie      |
| 1992      | La pandilla de los siete               | Vanessa                             | Actuación Infantil | Serie      |

## Teatro
- La casa de Bernarda Alba
- Días de poder
- La ratonera
- De velo y corona
- La fábula del insomnio
- Amor maternal
- La más fuerte
- Usted tiene ojos de mujer fatal
- El diario de Ana Frank
- Caja de agua
- Ely
- Así que pasen cinco años
- Las Mil y Una Noches
- Intervalo